# 1634
1634 (MDCXXXIV) je bilo navadno leto, ki se je po gregorijanskem koledarju začelo na nedeljo, po 10 dni počasnejšem julijanskem koledarju pa na sredo.

## Rojstva
- 16. januar - Dorothe Engelbretsdotter, norveška pisateljica († 1716)

Neznan datum
- Kara Mustafa Paša, veliki vezir Osmanskega cesarstva († 1683)

## Smrti
- 15. maj - Hendrick Avercamp, nizozemski slikar (* 1585)
- 30. oktober - György Káldi, madžarski teolog in prevajalec katoliškega Svetega pisma (* 1573)